# Prîozerne, Rohatîn
Prîozerne (în ucraineană Приозерне) este un sat în comuna Dehova din raionul Rohatîn, regiunea Ivano-Frankivsk, Ucraina.

## Demografie
Componența lingvistică a localității Prîozerne
     Ucraineană (100%)
Conform recensământului din 2001, toată populația localității Prîozerne era vorbitoare de ucraineană (100%).